# Liliomkerti piac
A Liliomkerti piac a Káli medencében, Káptalantótiban található. A 2007-ben alakult termelői piac a környék egyik látványossága.

## Leírása
A Liliomkert nevű termelői piacot Harmathy Ildikó, a terület tulajdonosa álmodta meg. Mivel azonban a terület szántóföldként szerepelt a  nyilvántartásban, megalakulása óta küzd fennmaradásáért. Ennek ellenére a piac mára a Balaton-felvidék egyik ismert látványossága.
A piac mára sok helyi családnak jelent megélhetést. Fellelhetők itt a környékbeliek  saját termelésű zöldségei, házi tyúkok tojásai, kemencében sült kenyér, bió gyümölcslevek, borok, lekvárok, mézek, szappanok, csírák, hidegen sajtolt olajok, mangalicatermékek és még felsorolni is lehetetlen mi minden, például fűszeres házi készítésű sajtcsodák, köztük levendulás kecskesajt is, valamint a mangalicatermékek sokasága, de eljönnek ide a régiségkereskedők, és még antikvárium is található a területen.

## Galéria

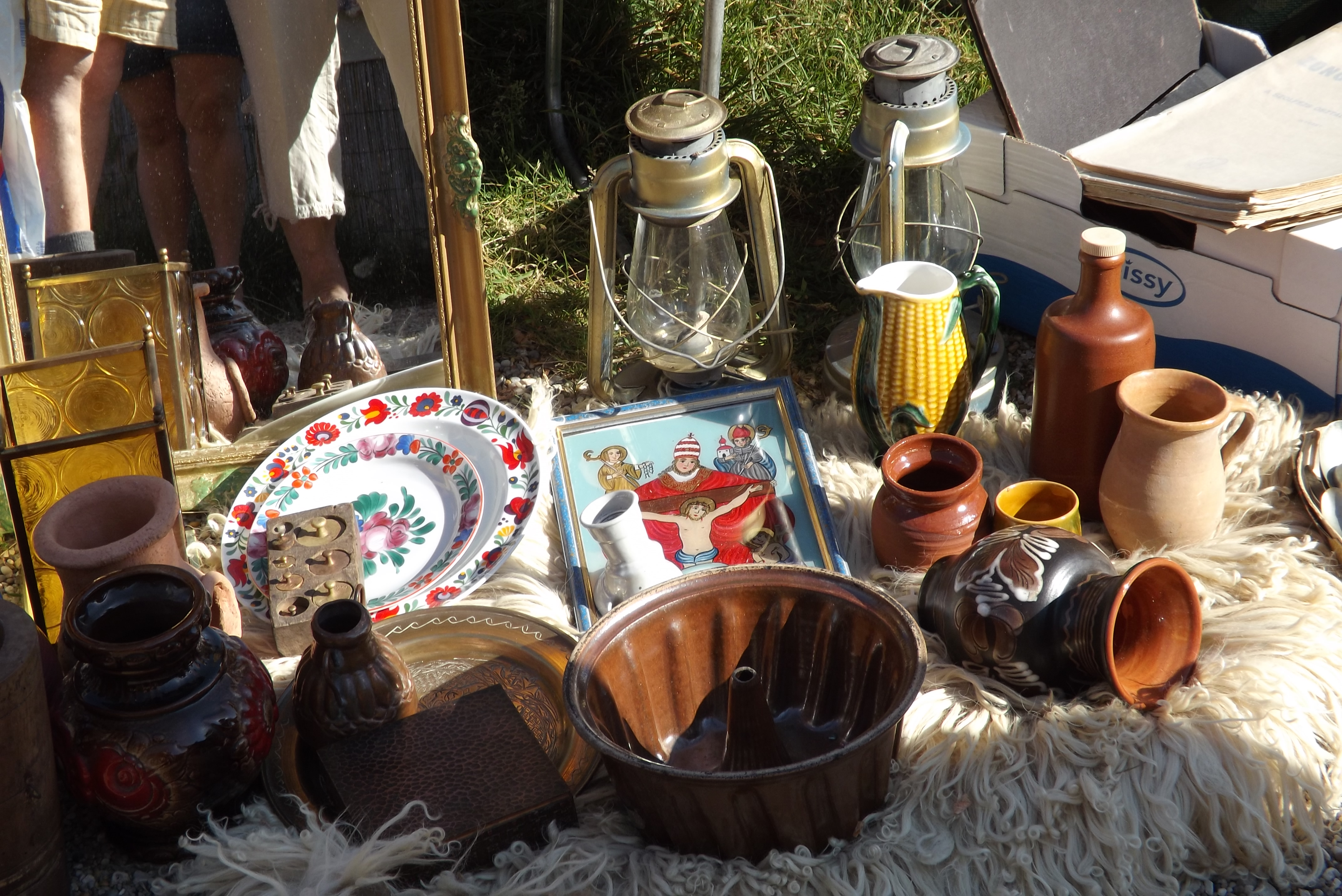
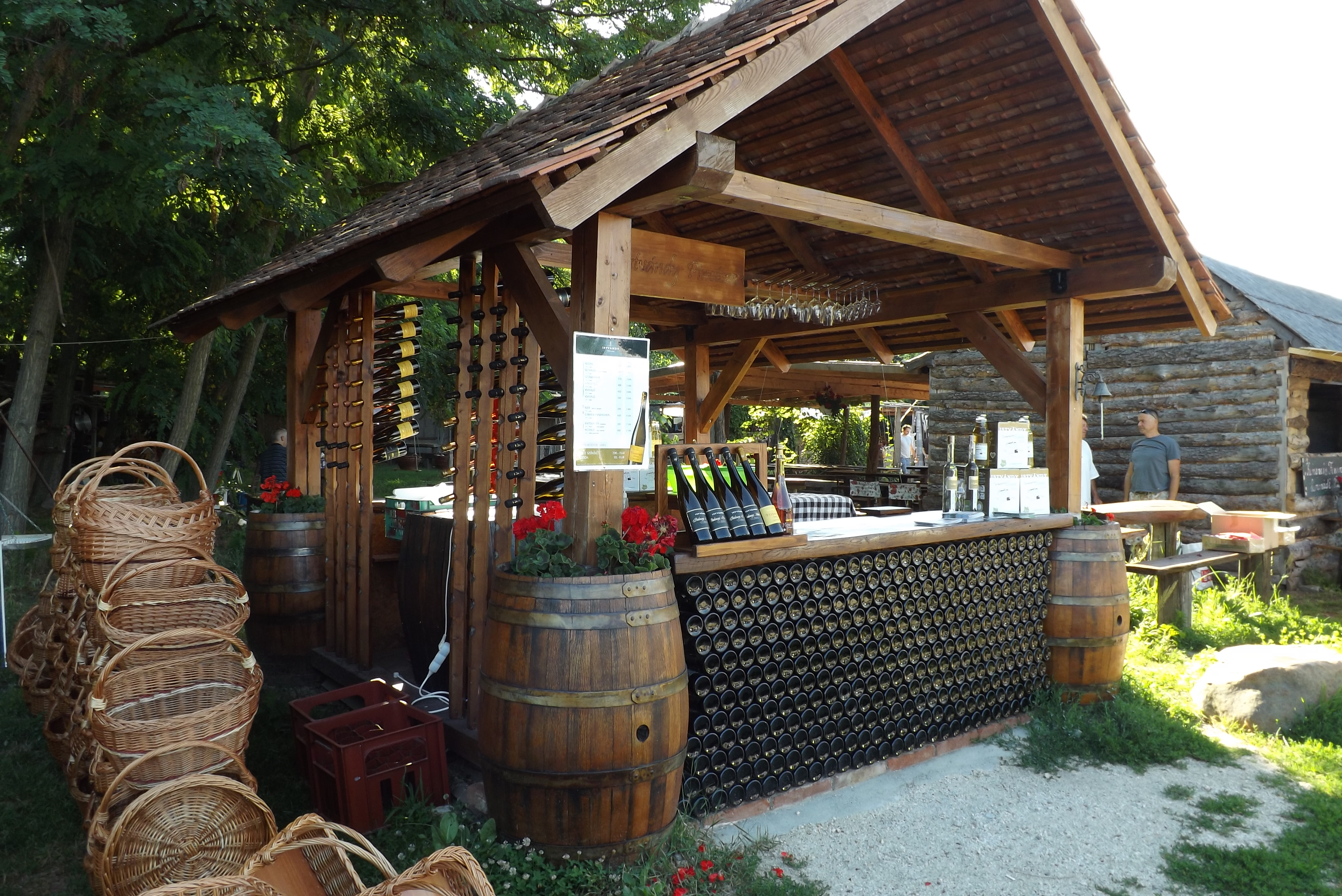
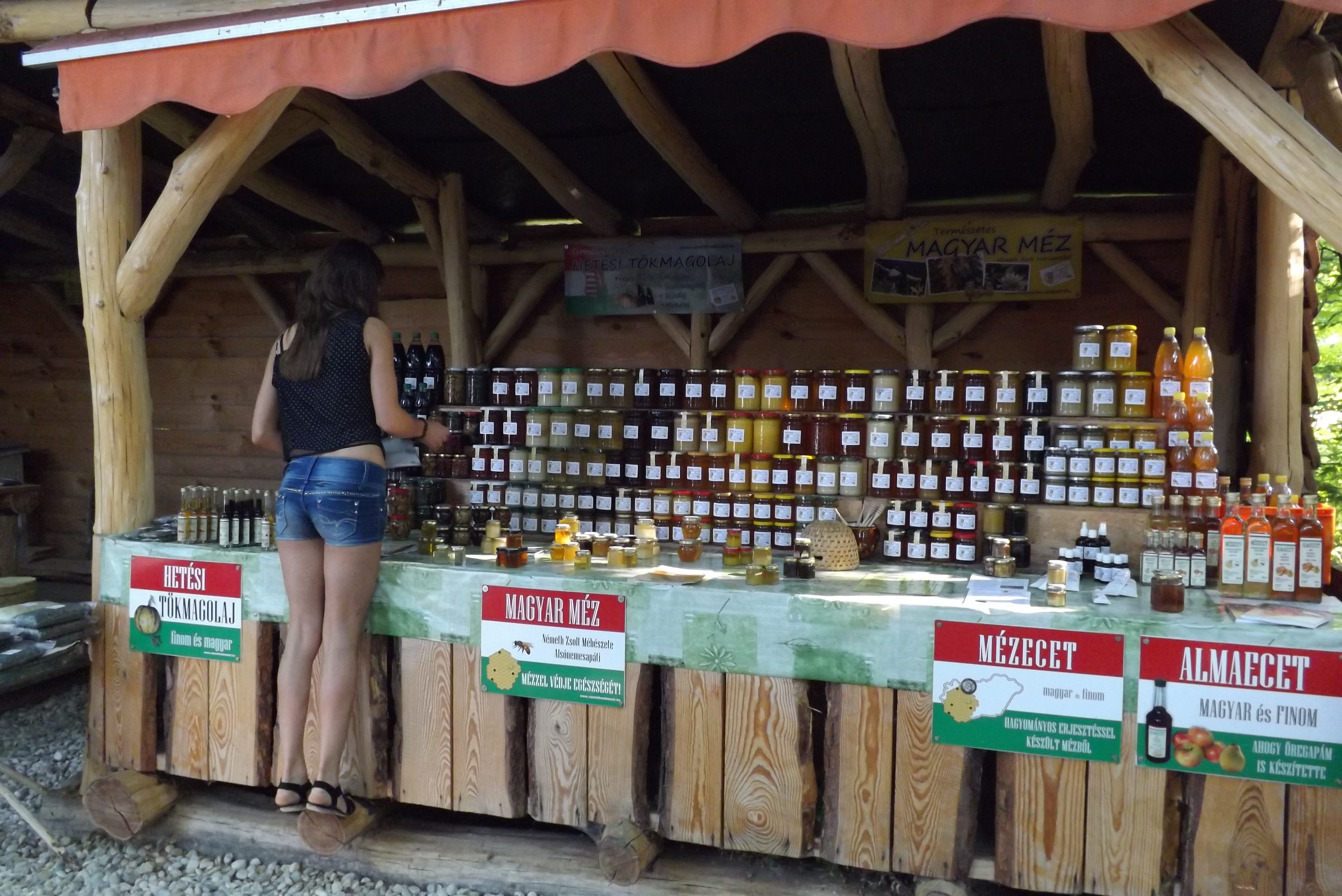
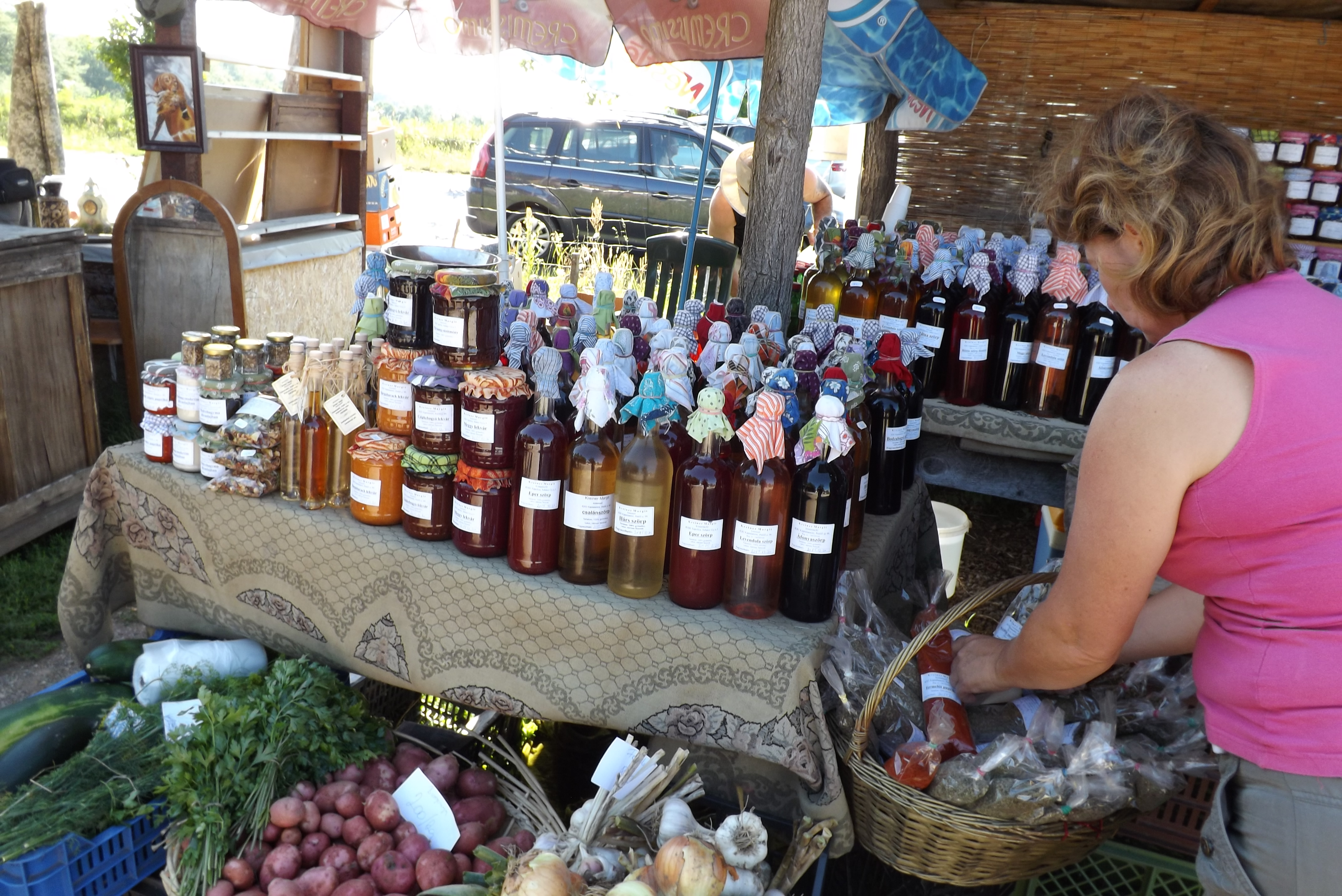
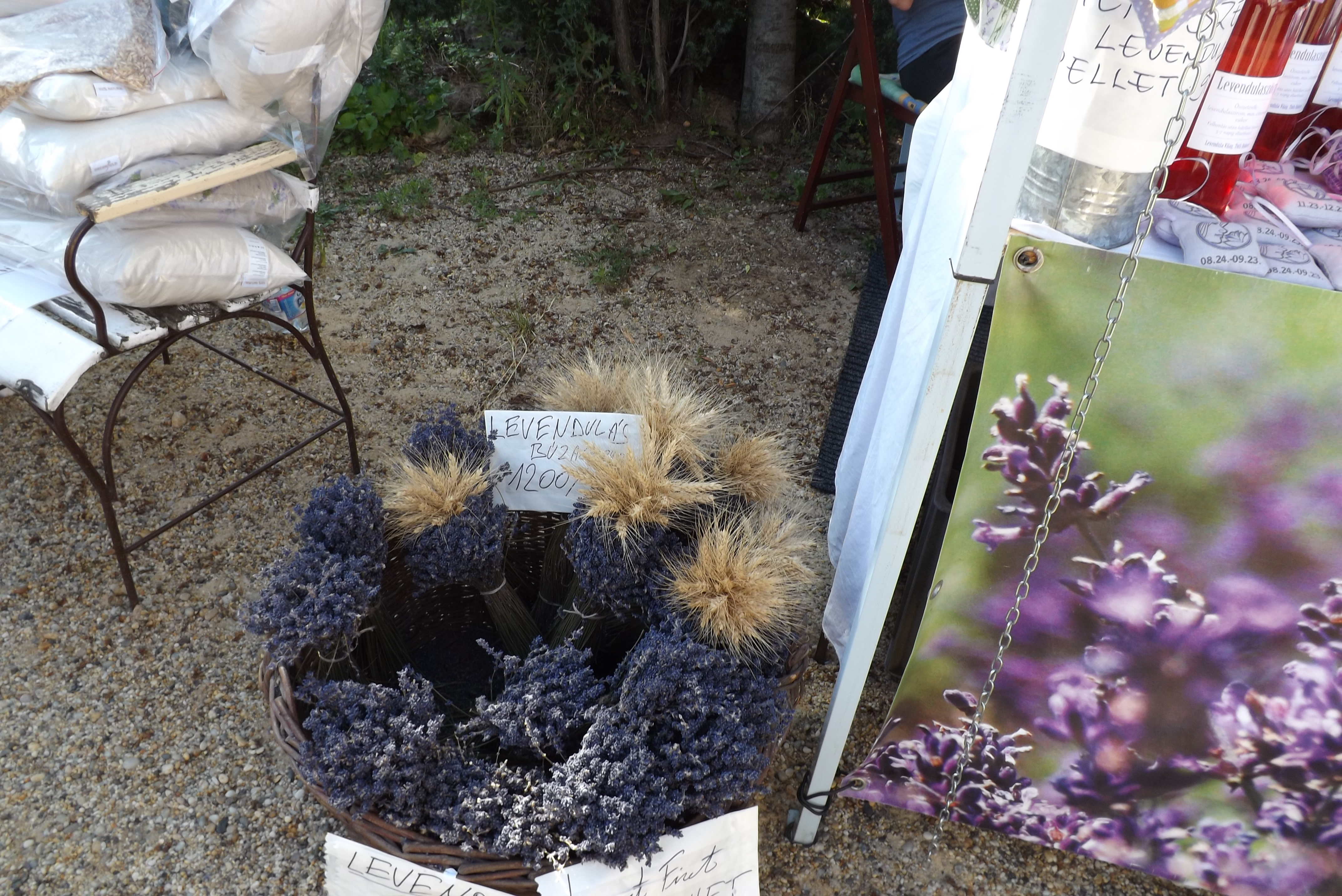
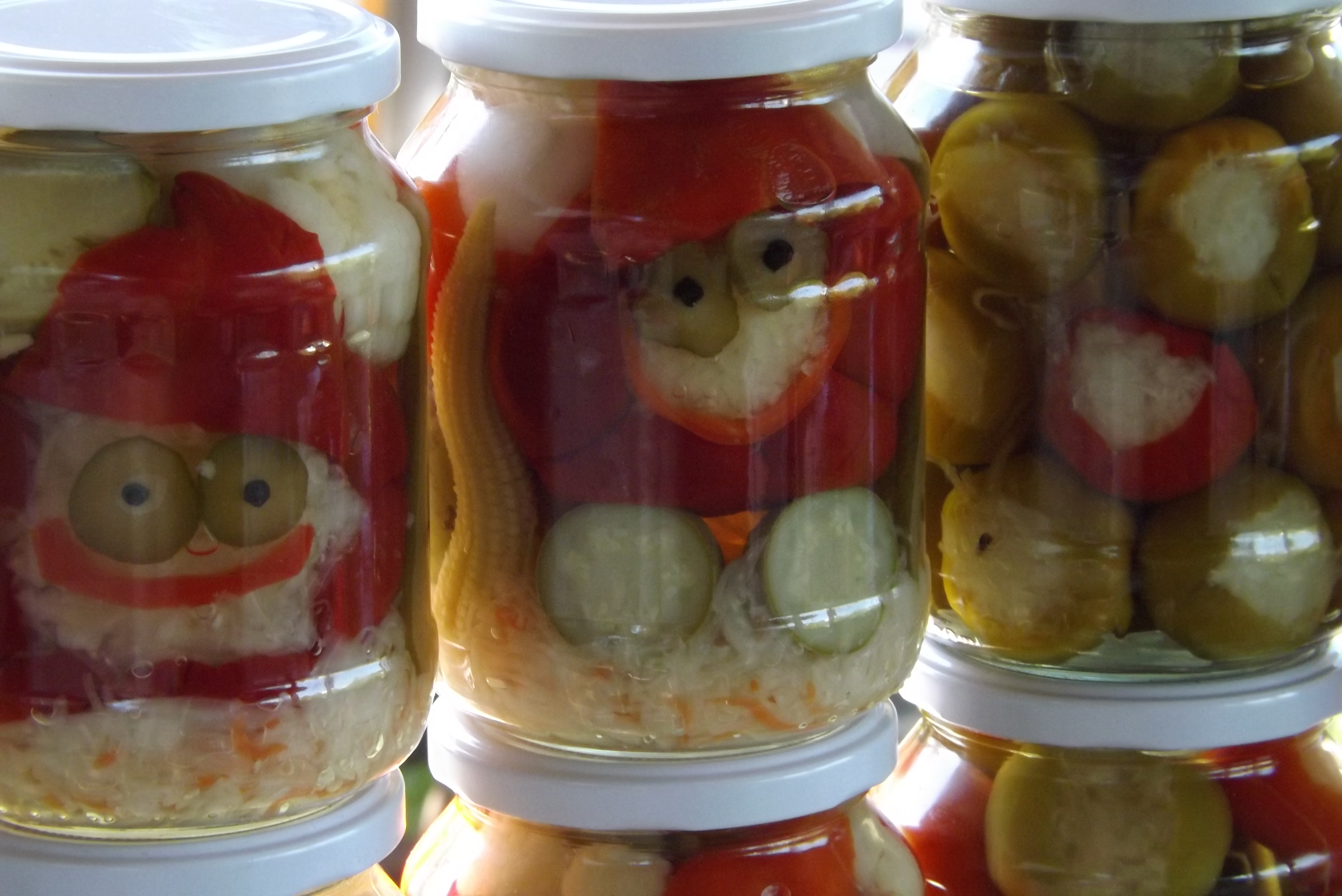
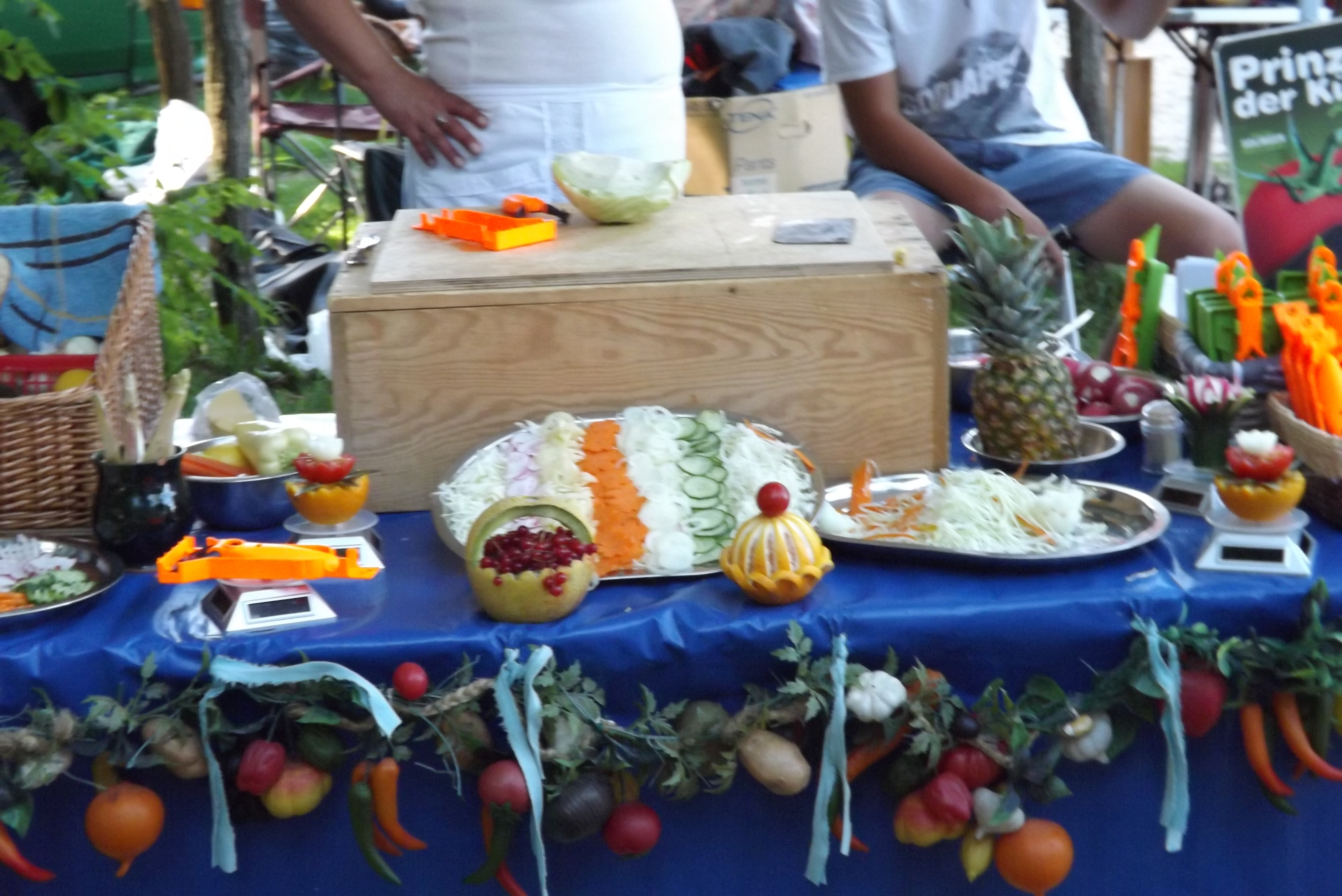